# Верх-Шубинка
Верх-Шубинка — село в Целинном районе Алтайского края. Входит в состав Марушинского сельсовета.

## История
Образовано село в конце XVIII — начале XIX века. Но официально в документах село фиксируется позднее на пол-века — с 1849 года.
Первыми поселенцами стали семья Аксеновых, оттого и село нарекли Аксёново. К началу XX века старое название сменилось на нынешнее, по реке Шубинка.

## География
Расположено в восточной части Алтайского края, в верховьях реки Шубинка, в месте впадения в неё притоков Таловка и Журавлиха.
Абсолютная высота 286 метров выше уровня моря.

## Население
| 1926 | 1997 | 1998 | 1999 | 2000 | 2001 | 2002 | 2003 | 2004 |
| ---- | ---- | ---- | ---- | ---- | ---- | ---- | ---- | ---- |
| 2537 | ↘201 | ↘200 | ↗203 | →203 | ↗216 | ↘181 | ↘180 | ↘171 |
| 2005 | 2006 | 2007 | 2008 | 2009 | 2010 | 2011 | 2012 | 2013 |
| ↗176 | ↘154 | ↘146 | →146 | ↘125 | ↘83  | ↗86  | ↘76  | ↗77  |

## Инфраструктура
Развито сельское хозяйство. Личное подсобное хозяйство.

## Транспорт
Просёлочные дороги.
Действует муниципальная автобусная перевозка пассажиров по маршруту: с. Целинное — с. Марушка — с. Верх-Шубинка — с. Целинное.